# Debagija
Tabačka džamija ili Debagija je bila jedna od najstarijih džamija sagrađenih u Banjaluci,
i nalazila se u Gornjem šeheru (staroj Banjaluci).
Nalazila se u središtu mahale Tabaci, koja je nastala nizvodno od potoka Suturlija, nakon turskog osvajanja Banjaluke. Mahala je ime dobila po zanatlijama (tabacima) koji su na obali Vrbasa štavili kožu. Kasnije kako se mahala više širila podeljena je na »Gornje« i »Donje Tabake«. Prema legendi stanovništvo se na ovaj prostor doselilo iz sela Trn, bežeći od kuge. Džamija je bila sagrađena od ćerpiča i imala je minaret od drveta. Džamija je sagrađena od priloga članova tabačkog esnafa u BiH i bila je jedna od pet koju je ovaj esnaf izgradio — ostale četiri su podignute u Tešnju, Mostaru, Sarajevu i Visokom. Izgrađena je između 1528. i 1580. godine, tj. najkasnije do kraja XVI vijeka.
Srušena je nakon Prvog svetskog rata, 1919. godine.

## Literatura
- Bećirbegović, Madžida (1990). Džamije sa drvenom munarom u Bosni i Hercegovini. Sarajevo: Veselin Masleša. ISBN 86-21-00452-6. Архивирано из оригинала 17. 07. 2021. г. Приступљено 10. 01. 2020.  1640710  1640710  1640710
- Bejtić, Alija (1953). „Banja Luka pod turskom vladavinom : Arhitektura i teritorijalni razvitak grada u XVI i XVII vijeku” (PDF). Naše starine. Sarajevo: Zemaljski zavod za zaštitu spomenika kulture i prirodnih rijetkosti Narodne Republike Bosne i Hercegovine, (Zagreb : Grafički zavod Hrvatske) (I): 91—116. ISSN 0547-3136.  523428964  57465612  57465612  12902146
- Husedžinović, Sabira (1990). „Vakufname — značajni istorijski izvori za upoznavanje urbane topografije Banjaluke XVI — XIX vijeka.”. Glasnik Arhiva i Društva arhivskih radnika Bosne i Hercegovine. Sarajevo: Društvo arhivista Bosne i Hercegovine : Državni arhiv Bosne i Hercegovine. 30: 95—115. ISSN 0436-046X.  21969922  39191  39191  39191
- Husedžinović, Sabira (2005). Dokumenti opstanka: vrijednosti, značaj, rušenje i obnova kulturnog naslijeđa. Zenica: Muzej grada Zenice. ISBN 9958-9413-2-5.  11596294
- Husedžinović, Sabira (2012). „Valorizacija historijskih vrijednosti vakufnama Banja Luke sa aspekta urbanog razvoja ovog grada stoljećima” (PDF). Mukate vakufi u Bosni i Hercegovini, Sarajevo, 13. 06. 2012. ; Vakufi u Banja Luci, Banja Luka, 15. 06. 2012 ; Turali-begov vakuf u Tuzli, Tuzla, 14. 06. 2012. : zbornik radova o vakufima / [urednik Senad Ćeman]. Sarajevo: Islamska zajednica u BiH, Vakufska direkcija ; Tuzla : Medžlis Islamske zajednice, 2012 ([Sarajevo] : Dobra knjiga): 99—139. ISBN 978-9958-504-00-6.  20295686  20295686
- Kreševljaković, Hamdija (1934). „Banja Luka u XVI i XVII stoljeću”. Glasnik jugoslovenskog profesorskog društva. Beograd: Jugoslovensko profesorsko društvo. XIV (1933—34) (10—12 (juni—avgust 1934)): 891—902. ISSN 2560-4767.  15683855  6249479  24380166  6249479
- Kreševljaković, Hamdija (1961). Esnafi i obrti u Bosni i Hercegovini ; [zbirka Djela / Naučno društvo NR Bosne i Hercegovine ; knj. 17. Odeljenje istorijsko-filoloških nauka ; knj. 12]. Sarajevo: Naučno društvo NR Bosne i Herecegovine.  512891287  183180544  512891287
- 439831  439831
- Mujezinović, Mehmed (1977). Islamska epigrafika Bosne i Hercegovine. knj.2, Istočna i Centralna Bosna. Sarajevo: Veselin Masleša.[мртва веза]  55726860
- Popara, Haso (2008). „Tri banjalučka arzuhala — Prilog historiji Banje Luke” (PDF). Anali Gazi Husrev-begove biblioteke. Sarajevo: Gazi Husrev-begova biblioteka. XXVII—XXVIII: 69—112. ISSN 0350-1418.  15886338
- Ravlić, Aleksandar (1974). Banja Luka : razdoblja i stoljeća. Beograd: Mladost.  158697735